# 세렝게티 (밴드)
세렝게티(Serengeti)는 대한민국의 아프로 소울 펑크 밴드이다. 2007년, 그랜드 민트 페스티벌 2007을 통해 데뷔하였다.

## 구성원
- 유정균 - 보컬, 베이스
- 장동진 - 드럼
- 정수완 - 기타

## 음반 목록

### 정규 음반
- Afro Afro (2008년 1월 29일)
- Oasis (2009년 7월 30일)
- COLORS OF LOVE (2011년 6월 21일)

### 싱글 음반
- Hello, Bye... (2010년 2월 3일, 디지털 싱글)
- 바다로 가는 길 (2011년 5월 13일, 디지털 싱글)

## 경력
- 2005년 이현우 미국 투어 참여
- 2005년 JK 김동욱 전국 투어 참여

## 같이 보기
- Zebra - 보컬, 베이스의 유정균이 활동하고 있는 프로젝트 그룹이다.